# Days of Being Wild
Days of Being Wild (A Fei zheng chuan, 阿飛正傳T) è un film del 1991 scritto e diretto da Wong Kar-wai. Sono usciti due sequel: In the Mood for Love (2000) e 2046 (2004).

## Trama
Nel 1960, in un centro cinematografico per giovani, il giovane carismatico e "spaccacuori" Yuddy vive con una ex-prostituta, la quale lo informa di essere stata la sua madre adottiva, ma non gli rivela l'identità di quella naturale. Questa scoperta distrugge Yuddy, il quale diviene vittima delle emozioni non controllandole. Yuddy nel contempo conosce due donne innamorate di lui, Su Li-zhen e Mimi. Una serie di eventi lo porteranno in un mondo prima sconosciuto, sino a quando scoprirà che la madre vive nelle Filippine e la raggiunge di conseguenza.

## Distribuzione
Il film è stato presentato in anteprima mondiale all'edizione del Festival di Berlino il 23 febbraio 1991. La pellicola ha fatto la seconda apparizione il 13 marzo 1991 a New York (Stati Uniti). Poi ancora al Toronto Film Festival il 9 settembre 1991; al CineManila Film Festival nelle Filippine il 10 agosto 2003, al Milwaukee Film Festival egli Stati Uniti il 27 ottobre 2004;
Il film è stato distribuito in Italia 12 novembre 1991 Giappone il 28 marzo 1992, in Francia il 6 marzo 1996, in Germania il 4 giugno 1998, in Austria 13 novembre 1998, in Ungheria il 27 aprile 2006, in Finlandia il 4 agosto 2006, in svezia il 4 agosto 2006
Il film è conosciuto anche con i titoli Die Biografie des Rowdys Afei (Germania), Days of Being Wild (Stati Uniti, Finlandia, Svezia), The True Story of Ah Fei (Canada), Yokubō no tsubasa (欲望の翼? "Le ali del desiderio") (Giappone), Nos années sauvages (Francia), Ah Fei's Story (Austria, Filippine, Ungheria).

## Accoglienza
La pellicola ha incassato 9 751 942 HK $ nel circuito cinematografico di Hong Kong. Il film è riuscito a ottenere una tale notorietà nel cinema tanto da essere parodiato col lungometraggio Days of Being Dumb, il film è considerato dalla critica orientale una delle migliori pellicole mai prodotte dall'industria cinematografica di Hong Kong.

## Riconoscimenti
In totale, il film ha vinto 5 premi su 11 candidature totali.
- Cinematografia di Hong Kong, 9 candidature come Migliore attore protagonista (Leslie Cheung), Migliore scenografo (William Chang), Migliore fotografo (Christopher Doyle), Migliore regista (Wong Kar-wai), Migliore sfondo, Migliore attrice protagonista (Carina Lau), Migliore sceneggiatura (Wong Kar-wai), Migliore attrice non protagonista (Rebecca Pan) e Migliore montaggio (Patrick Tam) agli Hong Kong Film Awards del 1991 e aggiudicandosi i primi 4 premi.
- All'edizione del 1991 del Golden Horse Film Festival l'attrice Carina Lau riceve una nomina come Migliore attrice.
- Al Festival des 3 Continents di Nantes del 1991 Carina Lau ha ricevuto il premio per la migliore interpretazione femminile.
- All'edizione del 1997 del Golden Bauhinia Awards il film si candida alla categoria Migliore film degli ultimi dieci anni vincendola.